# خليف عيسى مدن
خليف عيسى مدن (بالصومالية: Khaliif Ciise Mudan)‏ (1953 - 2020) سياسي صومالي شغل منصب وزير الأمن في حكومة ولاية بونتلاند شمال شرق الصومال في الفترة ما بين 2011 و 2014.

## النشأة
ولد خليف عام 1953 في مدينة بوصاصو عاصمة محافظة بري شمال شرق الصومال، وأكمل تعليمه الابتدائي في مدرسة حاجي مري في المدينة.
أكمل خليف تعليمه المتوسط والثانوي في العاصمة الصومالية مقديشو بعد أن انتقل إليها عام 1962، وابتُعث للتدريب العسكري عام 1970، حيث تلقى تدريبًا على قيادة الطائرات العسكرية في روسيا.

## حياته المهنية
التحق بالقوات المسلحة الصومالية لدى عودته إلى البلاد عام 1974 وخدم كضابط طيار في الجيش الوطني الصومالي، وتقلد رتبا مختلفة وصولا إلى رتبة رائد (بالصومالية: Gaashaanle)‏ التي حصل عليها عام 1977.
حصل في نفس العام 1977 على وسام الشجاعة خلال الحرب بين الصومال وإثيوبيا، التي شارك فيها كضابط في القوات الجوية الصومالية.
رُقّي خليف في عام 1987 إلى رتبة عقيد (بالصومالية: Gaashaanle Sare)‏، وعين قائداً للقاعدة الجوية في بليدوجلي، وشغل المنصب حتى عام 1990، وحصل بعدها على رتبة عميد (بالصومالية: Sarreeye Guuto)‏.
عُين خليف قائدا للقوات الجوية الصومالية في عام 1990 وشغل المنصب حتى عام 1991 لدى انهيار الحكومة المركزية في البلاد.
شارك خليف في جهود المصالحة وإحلال السلام في منطقة شمال شرق الصومال (بونتلاند حاليا) وذلك في الفترة ما بين 1991 و1998 وكان من أبرز مؤسسي حكومة ولاية بونتلاند عام 1998.
في 29 يونيو 2006، وقَّع خليف مالك خطوط مُدن الجوية، عقدًا مع رئيس وزراء الحكومة الفيدرالية الانتقالية الصومالية علي محمد غيدي في نيروبي يمنح خطوط مدن الجوية الحق في نقل الأسلحة والذخيرة من إثيوبيا إلى بيدوا لصالح الحكومة الاتحادية الانتقالية.
ترشح خليف لرئاسة بونتلاند في الانتخابات الرئاسية التي جرت في 8 يناير 2019 والتي اختير فيها سعيد عبد الله دني رئيسا للولاية.

## وفاته
توفي خليف بعد صراع مع المرض في مستشفى بالعاصمة التركية أنقرة في 24 نوفمبر 2020.